# 勇者辭職不幹了～下個職場是魔王城～
《勇者辭職不幹了～下個職場是魔王城～》是日本作家Quantum所著的輕小說系列，天野英擔綱插畫，經KADOKAWA出版，至今出版共3卷。改編電視動畫《勇者、辭職不幹了》（勇者、辞めます）於2022年4月5日首播。

## 角色列表
雷歐·迪蒙哈特（聲：小野賢章（日本）；潘昀雋（香港））
本作主角。世界最強的勇者，持有勇者的稱號持續了三千年，現加入了魔王軍。擁有特殊能力「超成長」，能將戰鬥中遇到的所有招式累積在體內並無限成長，擁有自動復原、自動反擊、自我強化等多項能力。生於三千年前的機械文明時期，為當時人類與魔族的戰爭，人類為對抗惡魔所製作的生化兵器惡魔之心（Demon Heart）系列中的五號實驗體，實力為當時系列中最弱，但也是最後唯一存活下來的生化兵器實驗體。
後來在一次俘虜任務中，認識到一名支持人類与魔族和平共處、名為埃布拉德的小惡魔，並被告知名字的重要性，以及若以後完成使命後，或有人性之後，可以遵從內心去逃走，做想做的事，並要永記他的名字，後來雷歐稱埃布拉德為老師。因為作為兵器所以不老不死，會在世界和平時一直處於待機狀態。
在故事開始時以勇者身分擊退入侵人界的魔王軍，並在魔王軍因戰爭後短缺的人員招募活動中參加面試欲加入魔王軍，面試中被艾奇德娜強烈拒絕並趕出魔王城，但被四天王悄悄挽留，後以假名歐尼克斯爵士偽裝，協助魔王軍整頓。受到艾奇德娜使用的歷代魔王相傳的抗勇者束縛咒封鎖其特殊能力後，促使他體會到接近死亡的一瞬間的期間，是在艾奇德娜和四天王的勸說下才發現原來存在自己腦海中持續了三千年以來的指令是自己強制被其束縛住的，在解除腦海中的指令束縛後，正式被艾奇德娜認可後正式加入魔王軍。
艾奇德娜（聲：本渡楓（日本）；袁天恩（香港））
從身為上一任魔王的父親手中繼承魔王之位，為得到擁有無限力量的賢者之石整頓魔界而來到人界。擅長魔法與劍術，但仍敗在勇者長年累計的強大實力之下。入侵人界時號令魔族不可進行無謂殺生與衝突，令勇者雷歐感到好奇。以歷代魔王相傳的抗勇者束縛咒封鎖雷歐的特殊能力，使雷歐經歷最接近死亡的一刻。
修堤娜（聲：伊藤靜（日本）；梁倩蘅（香港））
魔將軍，魔王軍四天王之一。種族是魅魔，擔任雷歐的監視役，個性認真單純，被戲稱魅魔之恥。精通各項魔法，耿直聰明，為魔王軍的主要文書處理員。
莉莉（聲：大和田仁美（日本）；蘇潁淇（香港））
獸將軍，同樣是魔王軍四天王之一。種族是獸人。非常喜歡雷歐。戰鬥時則變身為神狼芬里爾，力量和速度都會得到大幅度的提升。在與勇者的對戰中落敗，因為自身種族的原因，相信打敗了自己的雷歐是命中注定的結婚對象。
梅爾涅斯（聲：內山夕實（日本）；王曉霖（香港））
無影將軍，同樣是魔王軍四天王之一。種族是半人半魔的混血人類，具有優秀的隱形技能。擅長暗殺。不善與他人溝通相處，後在雷歐的協助下漸漸好轉。
愛德華（聲：稻田徹（日本）；張振聲（香港））
龍將軍，同樣是魔王軍四天王之一。種族是龍人，具有剛力強健的體格，但很溺愛女兒茱麗葉（聲：松岡美里（日本）；梁善婷（香港））也拿她沒撤。擁有龍人族特殊的龍麟，使其覆蓋全身而堅如壁壘能防禦各種攻擊。
埃布拉德（聲：平松廣和（日本）；蕭漢翹（香港））
小惡魔族。過去和雷歐接觸，並影響雷歐的人格與自我。

## 出版書籍

### 輕小說
單行本
| 卷數 | KADOKAWA       | KADOKAWA               |
| 卷數 | 發售日期       | ISBN                   |
| ---- | -------------- | ---------------------- |
| 1    | 2017年12月10日 | ISBN 978-4-04-072540-6 |
| 2    | 2018年5月10日  | ISBN 978-4-04-072717-2 |
| 3    | 2018年10月10日 | ISBN 978-4-04-072926-8 |

文庫本
| 卷數 | KADOKAWA      | KADOKAWA               |
| 卷數 | 發售日期      | ISBN                   |
| ---- | ------------- | ---------------------- |
| 1    | 2022年2月19日 | ISBN 978-4-04-074284-7 |
| 2    | 2022年3月19日 | ISBN 978-4-04-074485-8 |
| 3    | 2022年4月20日 | ISBN 978-4-04-074486-5 |

### 漫畫
| 卷數 | KADOKAWA      | KADOKAWA               |
| 卷數 | 發售日期      | ISBN                   |
| ---- | ------------- | ---------------------- |
| 1    | 2018年10月4日 | ISBN 978-4-04-107616-3 |
| 2    | 2019年3月4日  | ISBN 978-4-04-108015-3 |
| 3    | 2019年11月2日 | ISBN 978-4-04-108595-0 |
| 4    | 2020年10月4日 | ISBN 978-4-04-109345-0 |
| 5    | 2021年5月10日 | ISBN 978-4-04-109346-7 |
| 6    | 2022年4月4日  | ISBN 978-4-04-111921-1 |
| 7    | 2022年10月7日 | ISBN 978-4-04-112959-3 |
| 8    | 2023年7月10日 | ISBN 978-4-04-113621-8 |

## 電視動畫
2021年10月20日，宣佈小說將以《勇者、辭職不幹了》（勇者、辞めます）為題，獲改編為電視動畫，並將於2022年4月首播。

### 製作人員
- 總導演：信田悠（信田ユウ）
- 導演：石井久志
- 劇本統籌：村越繁
- 角色設計：中野裕紀
- 動畫製作：EMT Squared[1]

### 主題曲
片頭曲《BROKEN IDENTITY》
作詞：nana hatori，作曲、編曲：Mao Yamamoto，主唱：鈴木實里
第1話作片尾曲使用。
片尾曲
《Growing》
作詞、作曲、編曲：瀨名航，主唱：東山奈央
第1話未使用。
《de messiah》（第8集－第11集）
作詞、作曲：TK，編曲：TK、 Giga，主唱：東山奈央

### 各話列表
| 話數       | 日文標題 | 中文標題                     | 劇本     | 分鏡             | 演出       | 作畫監督                                                                                               | 總作畫監督        | 首播日期 （2022年） |
| ---------- | -------- | ---------------------------- | -------- | ---------------- | ---------- | --- | ----------------- | ------------------- |
| Episode 1  |          | 下一個職場是魔王城           | 村越繁   | 石井久志         | 石井久志   | 上田惠理、藤田正幸 山下英美                                                                            | 中野裕紀          | 4月5日              |
| Episode 2  |          | 做讓明天的自己更輕鬆的工作   | 村越繁   | 濁川敦           | 濁川敦     | 杉村苑美、北島勇樹 岡田由起子、保村成 服部憲知                                                         | 杉村苑美          | 4月12日             |
| Episode 3  |          | 稍微用點心就能提高工作效率   | 福田裕子 | 辻初樹           | 日下部優樹 | 安齊佳惠、桝井一平 武内啓                                                                              | 德川惠梨          | 4月19日             |
| Episode 4  |          | 地獄的飲酒會                 | 金田一明 | 石井久志         | 北村淳一   | 上田惠理、藤田正幸 山下英美、森悅人 北島勇樹、大塚多惠子 北村淳一                                      | 藤田正幸          | 4月26日             |
| Episode 5  |          | 萌生辭意時 可以先找人商量    | 村越繁   | 相澤伽月         | 後藤康德   | Kim Giyeop、Jo Mijung Jung Eunyoung                                                                    | 中野裕紀          | 5月3日              |
| Episode 6  |          | 傾聽勇者長年的煩惱           | 福田裕子 | 北村淳一         | 曾根利幸   | 岡田由起子、工藤公聖 服部憲知、保村成 杉村苑美                                                         | 杉村苑美          | 5月10日             |
| Episode 7  |          | 好戰士不見得會成為好上司     | 金田一明 | ワタナベシンイチ | 清水明     | 安齊佳惠、桝井一平 德川惠梨、蕭宇庭 Big Owl                                                            | 德川惠梨          | 5月17日             |
| Episode 8  |          | 西元2060年的東京某處         | 村越繁   |                  | 小坂春女   | 中野裕紀、上田惠理 藤田正幸、小林冴子 津熊健德、松下純子 岡田由起子、北島勇樹 梶浦紳一郎、大野勉       | 中野裕紀          | 5月24日             |
| Episode 9  |          | 勇者、想辭職                 | 福田裕子 | 辻初樹           | 神崎ユウジ | 桝井一平、安齊佳惠 榎本彩芽、清田華穗 齋藤真珠、Du Lingui Jo Wonha、Park Songhwa Lim Sugyeong、Big Owl | 德川惠梨 杉村苑美 | 5月31日             |
| Episode 10 |          | 不惜毀滅世界、我也要拯救世界 | 金田一明 | 石井久志         | 石井久志   | 上田惠理、藤田正幸 山下英美、花輪美幸 工藤公聖、保村成 服部憲知、杉村苑美 中野裕紀                     | 藤田正幸          | 6月7日              |
| Episode 11 |          | 勇者的資格                   | 村越繁   | 相澤伽月         | 後藤康德   | 林優、山下由利子 黄鳳、徐學文 曾品喬、動畫                                                             | 杉村苑美          | 6月14日             |
| Episode 12 |          | 勇者辭職不幹了               | 村越繁   | 石井久志         | 小坂春女   | 大野勉、杉村苑美 谷津美彌子、粟井重紀 柳瀨讓二、梶浦紳一郎 藤田正幸、久保山陽子                        | 中野裕紀          | 6月21日             |

### 播放平台
日本深夜動畫：下文記載的日本国内播放時間使用日本標準時間（UTC+9）表示。因為部分時間标识會採用30小时制，因此請留意这类超过24:00的时间，其實際播放時間為翌日清晨。
| 播放地區 | 播放電視台 | 播放日期              | 播放時間（UTC+9）         | 所屬聯播網 | 備註             |
| 日本國内 | 日本國内   | 日本國内              | 日本國内                  | 日本國内   | 日本國内         |
| -------- | ---------- | --------------------- | ------------------------- | ---------- | ---------------- |
| 日本全國 | AT-X       | 2022年4月5日－6月21日 | 星期二 22時30分－23時00分 | 衛星電視   | CS播放、電視資訊 |
| 日本全國 | BS11       | 2022年4月6日－6月22日 | 星期三 00時30分－01時00分 | 衛星電視   | BS播放、ANIME+   |
| 東京都   | TOKYO MX   | 2022年4月6日－6月22日 | 星期三 00時30分－01時00分 | 獨立UHF局  | 不適用           |
| 广域广播 | MBS電台    | 2022年4月6日－6月22日 | 星期三 15時00分－15時30分 | 每日放送   |                  |

### 影音商品
| 卷數 | 發售日期      | 收錄話數      | 規格編號   | 規格編號   |
| 卷數 | 發售日期      | 收錄話數      | BD限定版   | DVD限定版  |
| 日本 | 日本          | 日本          | 日本       | 日本       |
| ---- | ------------- | ------------- | ---------- | ---------- |
| 上   | 2022年6月24日 | 第1話－第6話  | ZMAZ-15511 | ZMSZ-15521 |
| 下   | 2022年8月24日 | 第7話－第12話 | ZMAZ-15512 | ZMSZ-15522 |

## 外部連結
- KAKUYOMU官方網站（日語）
- KADOKAWA BOOKS官方網站（日語）
- 漫畫連載網站（日語）
- 電視動畫官方網站（日語）
- 電視動畫的X（前Twitter）（日語）